# (6523) Клаб
(6523) Клаб (англ. Clube) — астероид, относящийся к группе астероидов пересекающих орбиту Марса, который был открыт 1 октября 1991 года американским астрономом Робертом Макнотом в обсерватории Сайдинг-Спринг и назван в честь английского астронома S. Victor M. Clube.

Орбита астероида Клаб и его положение в Солнечной системе